# Arxiu Comarcal d'Osona
L'Arxiu Comarcal d'Osona (ACOS) custodia la documentació semiactiva dels organismes de la Generalitat de Catalunya, de l'administració local i judicial de la comarca d'Osona. Des del 2010 s'ubica en un edifici al número 6 del carrer d'en Sellés de Vic.

## Història
Fou creat el 6 de març de 1990, mitjançant un conveni subscrit pel Departament de Cultura de la Generalitat de Catalunya, el Consell Comarcal d'Osona i l'Ajuntament de Vic. El primer dia d'abril de 1995, l'Arxiu Comarcal va obrir les portes a l'antic convent del Carme on compartia edifici amb el Museu de l'Art de la Pell i la Biblioteca Joan Triadú. El 13 de setembre de 2006, es formalitza un nou conveni entre el Departament de Cultura de la Generalitat de Catalunya i l'Ajuntament de Vic per al finançament d'una nova seu. El nou edifici es va inaugurar el 17 de març de 2010.

## Fons
Dels fons de titularitat privada dipositats a l'Arxiu en destaquen, pel seu valor històric i testimoni exemplar, el de l'Hospital de la Santa Creu i els diferents fons d'empresa. No obstant això, el tret característic de l'Arxiu Comarcal d'Osona és el d'arxiu fotogràfic perquè es custodien nombrosos fons personals i col·leccions locals de fotografia històrica.

## Documents destacats

### Manuscrit de Sant Pere de Casserres

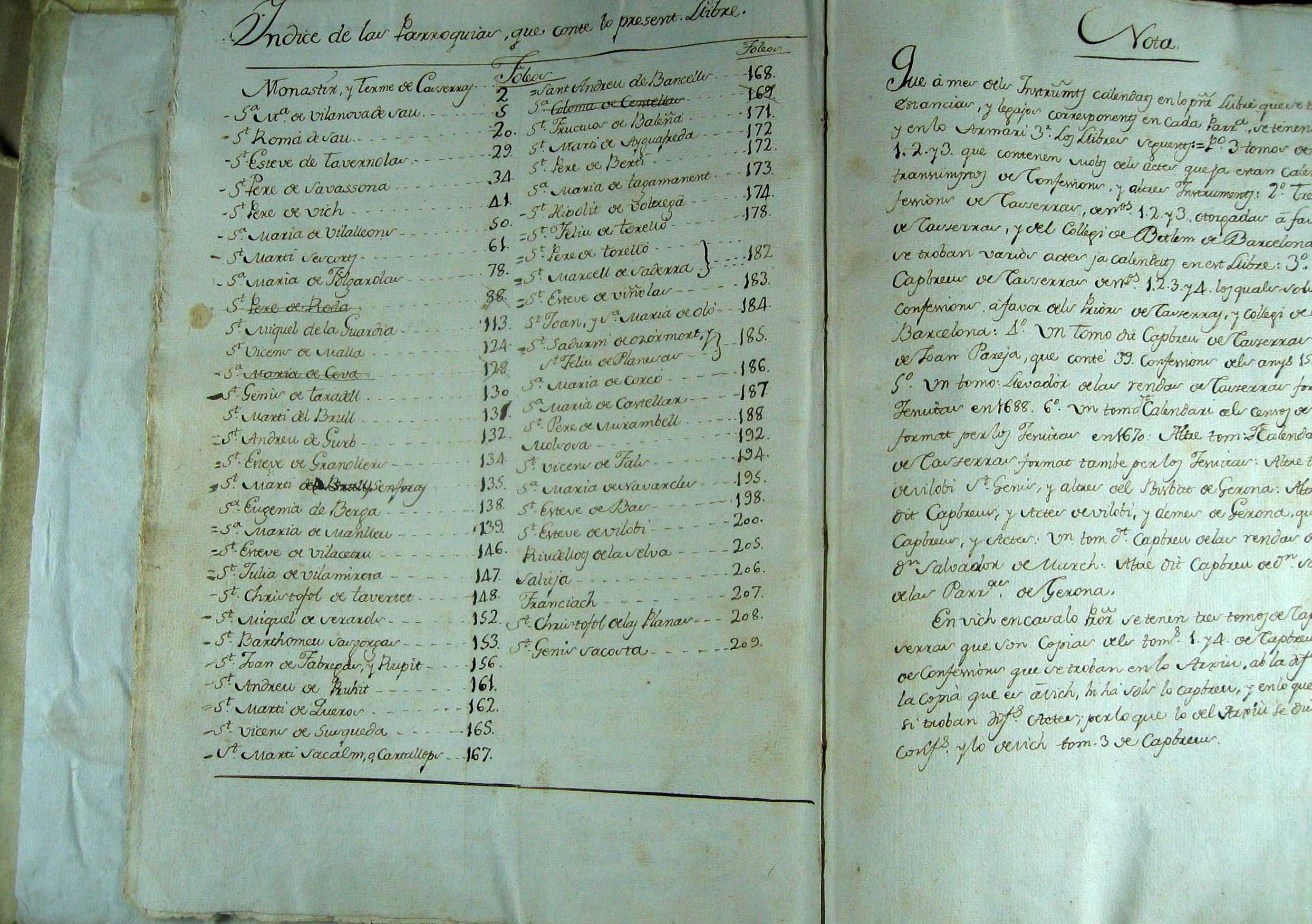
El llibre del 1787 és un inventari de les escriptures i títols de les rendes del monestir de Sant Pere de Casserres.

El Manuscrit del Monestir de Sant Pere de Casserres, del 1787, és un inventari de les escriptures i títols de les rendes del monestir de Sant Pere de Casserres. Una breu història del monestir encapçala el llibre, seguit d'una relació de parròquies que depenien de Casserres. En la part més extensa, hi ha una relació de documents procedents de l'arxiu del monestir, el més antic és de l'any 976.

### Foto dels fanals Gaudí
Els fanals Gaudí a la Plaça Major de Vic és una placa de vidre estereoscòpica del 1924 de la Plaça Major de Vic. El 1910, coincidint amb l'obertura del carrer Verdaguer i el centenari del naixement de Jaume Balmes, es van col·locar a la plaça del Mercadal de Vic dos fanals modernistes d'inspiració gaudiana. Els quals no van agradar gaire i l'Ajuntament, el 12 agost de 1924, va autoritzar el seu desmantellament. La fotografia és de Josep Palmarola, un dels primers reporters vigatans de principis del segle xx. Josep Palmarola va captar l'especial bellesa de les formes penjants dels singulars fanals.

### Primera sala d'operacions
El Llibre d'acords de l'Hospital de la Santa Creu recull l'acta de la Junta d'Administració de l'Hospital de la Santa Creu del dia 9 d'abril de 1920 on s'explica la inauguració de la primera "sala d'operacions" de la comarca.

### Impostos del Teatre Cinema Vigatà
El fons Teatre Cinema Vigatà es compon de la documentació de gestió administrativa i comptable del teatre. La sèrie que més destaca és la dels impostos que gravaven l'activitat empresarial de l'espectacle, del 1947.

### Planxa litogràfica del fons Pietx
El fons Pietx va ingressar a l'Arxiu Comarcal d'Osona el 2001. La sèrie d'impremta on hi ha tots els encàrrecs de les associacions, institucions, persones jurídiques i físiques de la comarca és una autèntica radiografia de la societat osonenca del segle xx. Té per títol Concurs de pintura a la plaça del Mercadal de Vic (planxa litogràfica) i les més recents són del 1938.